# Caution
Caution (с англ. — «Предостережение») — пятнадцатый студийный альбом американской певицы Мэрайи Кэри, выпущенный лейблом Epic Records.
В создании альбома приняли участие такие знаменитые продюсеры, как Джермейн Дюпри, Тимбалэнд, Скриллекс, Blood Orange и The Stereotypes. Композиции альбома выдержаны в жанрах современного ритм-н-блюза, хип-хоп соула и поп-музыки.
Caution получил положительные рецензии музыкальных критиков, которые оценили творческое развитие исполнительницы, а также структурную целостность, несмотря на представленное жанровое разнообразие альбома. Кроме того, многие отметили, что пластинка демонстрирует актуальность певицы и является её лучшей работой за последнее десятилетие.
В феврале 2019 года Мэрайя отправится в мировое турне Caution World Tour в поддержку альбома.

## Предыстория
С выхода последнего студийного альбома Кэри прошло более четырёх лет: её альбом Me. I Am Mariah... The Elusive Chanteuse был выпущен в мае 2014 года. Он получил положительные отзывы от музыкальных критиков, однако потерпел коммерческую неудачу в связи с провальной рекламной кампанией пластинки (альбом вышел через год после выхода ведущего сингла «#Beautiful»).
31 декабря 2016 года Кэри выступила на праздничном концерте Dick Clark’s New Year’s Rockin' Eve на Таймс-сквер, которое получило мировую огласку, поскольку певица не смогла исполнить ни одну из композиций по причине неработающих внутриканальных наушников. Провал певицы широко обсуждался в прессе и социальных сетях, многие журналисты высказывали мнение, что карьера Кэри «окончена». Телевизионное шоу исполнительницы Mariah’s World, транслировавшееся на телеканале E!, не имело высоких рейтингов и было отменено.
В ноябре 2017 году Кэри принимает решение расторгнуть деловые отношения со телевизионным продюсером Стеллой Булочников, которая занималась менеджментом карьеры артистки. В этом же месяце месяце менеджером Кэри стала Мелисса Рудерман, под влиянием которой певица принимает решение по восстановлению своего публичного и профессионального имиджа.

## Композиции

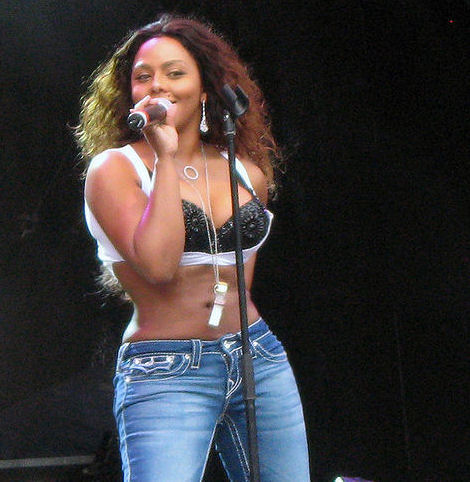
В композиции «A No No» использован семпл из песни Lil’ Kim «Crush on You» (1997)

Звучание альбома представляет собой современный ритм-н-блюз, сочетающий в себе элементы хип-хопа, PBR&B, электронной музыки. Композиция «GTFO» повествует с женской перспективы о нежелании поддерживать взаимоотношения с человеком после предательства. Это единственная песня на альбоме, спродюсированная канадским продюсером Nineteen85, который ранее сотрудничал с Дрейком и Трэвисом Скоттом. Композиция «GTFO» построена на семпле из песни «Goodbye to a World» американского музыканта Портера Робинсона.

## Отзывы
| Совокупная оценка    | Совокупная оценка |
| Источник             | Оценка            |
| -------------------- | ----------------- |
| Metacritic           | [ 24 ]            |
| Оценки критиков      |                   |
| Источник             | Оценка            |
| AllMusic             | [ 1 ]             |
| Clash                | [ 25 ]            |
| Entertainment Weekly | [ 26 ]            |
| musicOMH             | [ 27 ]            |
| Pitchfork            | [ 28 ]            |
| Rolling Stone        | [ 3 ]             |
| Spin                 | (положительная)   |
| Slant Magazine       | [ 30 ]            |

Альбом был встречен положительными отзывами от музыкальными критиками. На сайте Metacritic, на котором ведётся суммирование рейтинга оценок альбомов ведущими критиками по сто-балльной шкале, диск получил 85 балла, полученных на основании 7-ти рецензий в СМИ, что означает «всеобщее признание критиков» Для Кэри подобный результат стал лучшим за всю карьеру.

## Продвижение
В целях продвижения альбома Caution была организована инсталляция «Mariah’s Experience» в Sony Square NYC в Нью-Йорке. В день открытия, 17 ноября, Кэри встретилась с поклонниками и подписала новый альбом. В инсталляции была представлена комната из фотосессии к альбому Rainbow (1999), декорации с символикой последней пластинки Caution, выставка со сценическими образами Кэри, а также галерея с восемнадцатью синглами певицы, занявшими первое место в национальном хит-параде Billboard Hot 100.

## Коммерческий успех
Caution дебютировал на пятом месте в американском основном хит-параде Billboard 200 с тиражом 51,000 альбомных эквивалентных единиц, включая 43,000 истинных альбомных продаж и став 18-м для Кэри альбомом, попавшим в лучшую десятку США. Кроме того, в США Caution возглавил хит-парад Billboard Top R&B Albums. В Великобритании альбом дебютировал на позиции № 40 в чарте UK Albums Chart.
Неделю спустя Caution с тиражом 14,000 альбомных эквивалентных единиц опустился на 55-е место в Billboard 200 и восьмую позицию в Billboard Top R&B Albums.

## Список композиций
| №                   | Название                                                 | Автор(ы)                                                                                               | Продюсеры                                        | Длительность |
| ------------------- | -------------------------------------------------------- | --- | ------------------------------------------------ | ------------ |
| 1.                  | «GTFO»                                                   | Мэрайя Кэри Пол Джеффрис Джордон Мансвелл Бадрайя Бурелли Портер Робинсон                              | Кэри Nineteen85 Мансвелл [a]                     | 3:27         |
| 2.                  | «With You»                                               | Кэри DJ Mustard Чарльз Хиншоу Грег Лоувари                                                             | Кэри DJ Mustard                                  | 3:47         |
| 3.                  | «Caution»                                                | Кэри No I.D. Мухамед Сулайман Лука Полицци Хиншоу                                                      | Кэри No I.D. SLMN Luca                           | 3:15         |
| 4.                  | «A No No»                                                | Carey Шиа Тейлор Присцилла Ренеа Джефф Лорбер Lil' Kim The Notorious B.I.G. Mase Cam'ron Andreao Heard | Кэри Шиа Тейлор Джермейн Дюпри [b]               | 3:07         |
| 5.                  | «The Distance» (при участии Ty Dolla Sign)               | Кэри Skrillex Лидо Джейсон Бойд Тайлор Уильям Гриффин                                                  | Кэри Skrillex Лидо Пу Бир                        | 3:27         |
| 6.                  | «Giving Me Life» (при участии Slick Rick и Blood Orange) | Кэри Девонт Хайнс Ричард Уолтерс                                                                       | Кэри Хайнс                                       | 6:08         |
| 7.                  | «One Mo' Gen»                                            | Кэри Фред Болл Эбони Ошуринде Бойд                                                                     | Кэри Фред Болл Вонлагерл                         | 3:25         |
| 8.                  | «8th Grade»                                              | Кэри Тимбалэнд Эйнджел Лопес Федерико Вайндвер Лорренс Допсон Бойд                                     | Кэри Тимбалэнд Лопес [a] Вайндвер [a] Допсон [a] | 4:48         |
| 9.                  | «Stay Long Love You» (при участии Gunna)                 | Кэри Серджио Китченс Джонатан Йип Рэй Ромулус Джереми Ривз Рэй Чарльз МакКалоу II                      | Кэри The Stereotypes                             | 3:01         |
| 10.                 | «Portrait»                                               | Кэри Дэниэл Мур II                                                                                     | Кэри Мур                                         | 4:01         |
| Общая длительность: | Общая длительность:                                      | Общая длительность:                                                                                    | Общая длительность:                              | 38:26        |

| №                   | Название            | Автор(ы)                    | Продюсеры           | Длительность |
| ------------------- | ------------------- | --------------------------- | ------------------- | ------------ |
| 11.                 | «Runway»            | Кэри Гамильтон Лоснгард Мур | Лидо Skrillex       | 3:41         |
| Общая длительность: | Общая длительность: | Общая длительность:         | Общая длительность: | 42:07        |

| №                   | Название                    | Автор(ы)                    | Продюсеры           | Длительность |
| ------------------- | --------------------------- | --------------------------- | ------------------- | ------------ |
| 12.                 | «Runway» (при участии KOHH) | Кэри Гамильтон Лоснгард Мур | Лидо Skrillex       | 3:41         |
| Общая длительность: | Общая длительность:         | Общая длительность:         | Общая длительность: | 45:48        |

Примечания
- «A No No» содержит элементы композиции «Crush on You» (1997) американской хип-хоп исполнительницы Lil' Kim, записанной при участии The Notorious B.I.G. and Lil Cease.
- ↑  означает сопродюсера
- ↑  означает дополнительное продюсирование

## Чарты
| Чарт (2018)                            | Высшая позиция |
| -------------------------------------- | -------------- |
| Australian Albums (ARIA)               | 15             |
| Australian Urban Albums (ARIA)         | 2              |
| Бельгия/Фландрия (Ultratop)            | 38             |
| Бельгия/Валлония (Ultratop)            | 37             |
| Канада (Canadian Albums Chart)         | 15             |
| Чехия (ČNS IFPI)                       | 55             |
| Нидерланды (Album Top 100)             | 38             |
| French Albums (SNEP)                   | 71             |
| Германия (Offizielle Top 100)          | 67             |
| Ирландия (IRMA)                        | 63             |
| Italian Albums (FIMI)                  | 35             |
| Япония (Oricon)                        | 30             |
| New Zealand Albums (RMNZ)              | 40             |
| Шотландия (Scottish Albums Chart)      | 55             |
| Spanish Albums (PROMUSICAE)            | 19             |
| Великобритания (UK Albums Chart)       | 40             |
| Великобритания (UK R&B Albums Chart)   | 1              |
| Billboard 200                          | 5              |
| США (Billboard Top R&B/Hip-Hop Albums) | 1              |